# Загін самогубців (фільм)
«Загін самогубців» (англ. Suicide Squad) — американський супергеройський фільм режисера Девіда Еєра, що ґрунтується на однойменній антигеройській команді коміксів DC. Фільм є третім проєктом в рамках розширеного всесвіту DC.
Девід Еєр підписав контракт про написання сценарію та режисуру у вересні 2014 року, а в жовтні почався кастинг. Основне знімання почали 13 квітня 2015 року в Торонто, Онтаріо, і після дознімання у Чикаго його завершили у серпні того ж року.
Світова прем'єра фільму відбулася в Нью-Йорку 1 серпня 2016 року. Після сильного старту, який встановив нові рекорди касових зборів, фільм зібрав понад 745 мільйонів доларів в усьому світі. «Загін самогубців» отримав переважно негативні відгуки кінокритиків. Прем'єра стрічки в Україні відбулася 4 серпня 2016 року.

## Сюжет
Після смерті Супермена, агент розвідки Аманда Воллер збирає групу небезпечних злочинців. Туди входять: Гарлі Квінн, Дедшот, Ель Діабло, Капітан Бумеранг, Убивця Крок і Сліпнот. Всіх їх Аманда витягує із в'язниці та віддає їх під командування полковника Ріка Флега. Загін збираються використовувати як гарматне м'ясо в місіях високого ризику для уряду Сполучених Штатів. Кожному члену команди імплантують у шию невелику бомбу, котра здетонує, якщо хтось із загону спробує збунтуватися або втекти.
Одна з новобранців Воллер — дівчина Ріка Флеґа, доктор Джун Мун. Вона— археолог, в яку, після дотику до проклятого ідола, вселився дух відьми-богині. Але вона швидко виходить з-під контролю Аманди, вирішивши знищити людство. Чародійка бере в облогу Мідвей-Сіті. Потім Воллер направляє Загін для евакуації поважної особи з Нижнього міста. Рік Флеґ попереджає їх, що серце Відьми має бути вирізано з неї, аби повернути над нею контроль.
Перед їх від'їздом, до Загону приєднується Катана, яка майстерно володіє містичним мечем. Коханий Гарлі — Джокер, дізнається про скрутне становище своєї дівчини й поспішає їй на допомогу. Катуючи одного з людей Воллер, він дізнається місцезнаходження об'єкта, де виробляють нано-бомби. Знайшовши цей об'єкт, Джокер шантажує одного з учених, що беруть участь у цій програмі, щоб він вимкнув бомбу Гарлі.
Відчувши наближення Загону, Відьма руйнує їх вертоліт. Сліпнот намагається втекти, і бомба в його шиї детонує. Команда піддається атаці поплічників Відьми, але їм вдається втекти до місця призначення в підземному бункері. Там вони дізнаються, що їх метою є сама Аманда Воллер, яка щосили намагається приховати свою причетність, застреливши агентів ФБР, котрі працювали на неї.
Загін проводжає Воллер на дах, де за нею повинен прилетіти вертоліт. Вертоліт захоплює Джокер. Гвинтокрил збивають люди Воллер, а Джокер виштовхує Гарлі з вертольота в останній момент, у той час як сам гине в результаті вибуху. Після цього Гарлі знову приєднується до Загону. Тим часом, дізнавшись розташування Аманди Воллер, слуги Відьми викрадають її.
Рік Флеґ вирішує продовжити місію самостійно, але члени Загону приєднуються до нього. Вони знаходять Відьму та Воллер на частково затопленій станції метро.
Гарлі Квін вирізає серце Відьмі. Відразу після цього, Вбивця Крок кидає вибухівку в портал, відкритий Відьмою, і вибух закриває портал. Члени Загону повертаються до в'язниці. За їх заслуги, Аманда скоротила їм терміни на 10 років і надала їм невеликі привілеї у в'язниці. Незабаром після цього, Джокер, який пережив вибух, вривається до в'язниці зі своїми людьми, щоби врятувати Гарлі.
У сцені після титрів, Аманда Воллер зустрічається з Брюсом Вейном.

## У ролях
| Актор                    | Роль                              |
| ------------------------ | --------------------------------- |
| Вілл Сміт                | Флойд Лоутон / Дедшот             |
| Марго Роббі              | Гарлін Квінзель                   |
| Юель Кіннаман            | Рік Флеґ                          |
| Кара Делевінь            | Джун Мун / Відьма                 |
| Джай Кортні              | Джордж Гаркнес / Капітан Бумеранг |
| Віола Девіс              | Аманда Воллер                     |
| Джаред Лето              | Джокер                            |
| Шейлін П'єр-Діксон       | Зої, дочка Дедшота                |
| Джей Ернандес            | Ель Діабло                        |
| Карен Фукухара           | Тацу Ямасіро / Катана             |
| Адевале Акінуойє-Агбадже | Вейлон Джонс / Вбивця Крок        |
| Адам Біч                 | Крістофер Вайс / Сліпнот          |
| Скотт Іствуд             | лейтенант Едвардс                 |
| Джим Перрак              | Фрост                             |
| Common                   | Monster T                         |
| Девід Гарбор             | Декстер Толлівер                  |
| Бен Аффлек               | Брюс Вейн / Бетмен                |
| Езра Міллер              | Баррі Аллен / Флеш                |

## Дубляж українською мовою
Дубляж фільму виконано студією Postmodern на замовлення компанії Kinomania.
- Переклад — Сергій Ковальчук
- Режисер дубляжу — Катерина Брайковська
- Звукорежисер — Геннадій Алексєєв
- Звукорежисер перезапису — Дмитро Мялковський
- Ролі дублювали:
  - Гарлі Квінн — Катерина Брайковська
  - Дедшот — Роман Чорний
  - Капітан Бумеранг — Дмитро Гаврилов
  - Рік Флеґ — Дмитро Терещук
  - Аманда Воллер — Ольга Радчук
  - Джокер — Андрій Самінін
  - Брюс Вейн / Бетмен — Андрій Твердак
  - Баррі Аллен / Флеш — Андрій Соболєв
  - А також: Катерина Качан, Кирило Нікітенко, Володимир Паляниця, Дмитро Сова та інші[6].

## Виробництво

### Кастинг
У жовтні 2014 року Warner Bros. запропонували ролі у фільмі Раяну Ґослінґу, Тому Гарді, Марго Роббі та Віллу Сміту. У листопаді TheWrap повідомив, що Джаред Лето веде переговори про роль Джокера, на яку спочатку розглядався Гослінг. У грудні 2014 року Warner Brothers було оголошено основний акторський склад, до якого ввійшли Сміт, Гарді, Лето, Роббі, Джай Кортні, і Делевінь у ролі Дедшота, Ріка Флеґа, Джокера, Гарлі Квінн, Капітана Бумеранга і Відьми, відповідно. Студія також розглядала Віолу Девіс, Октавію Спенсер й Опру Вінфрі на роль Аманди Воллер.

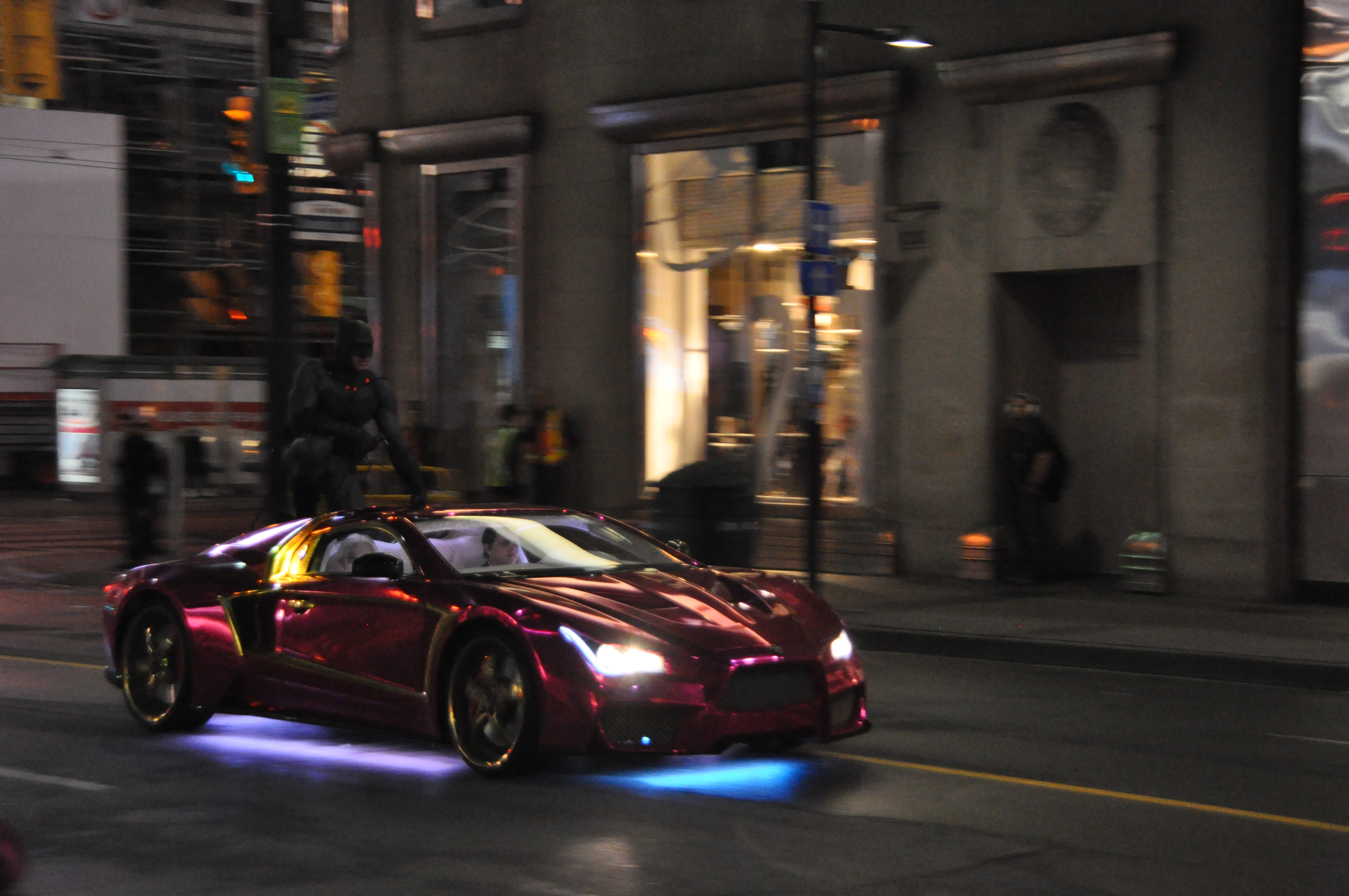
Знімання автопереслідування за участі Бетмена, Гарлі Квінн і Джокера у центрі Торонто, травень 2015

У січні 2015 року, Віола Девіс під час інтерв'ю висловила зацікавленість у ролі Аманди Воллер. Водночас, Тому Гарді довелося відмовитися від ролі Ріка Флеґа через зайнятість на зніманні у фільмі «Легенда Г'ю Гласса». Джейк Джилленгол отримав пропозицію замінити Гарді, але відмовився. На роль Ріка Флеґа студія розглядала Джоела Еджертона, Джона Бернтала і Юеля Кіннамана. У лютому Джей Ернандес приєднався до акторського складу, а Кіннамана затвердили на роль Флеґа. На 87-й церемонії вручення премії Оскар Девіс підтвердила, що Аманду Воллер зіграє саме вона. У березні 2015 року було підтверджено, що Адевале Акіннуоє-Агбадже і Карен Фукухара виконають ролі Вбивці Крока та Катани, відповідно. Адам Біч, Айк Барінголц і Джим Перрек були додані до касту в квітні 2015 року. У січні 2016 року стало відомо, що Бен Аффлек повернеться до ролі Бетмена.

### Знімання
Знімання фільму почали 13 квітня 2015 року. 5 травня кілька великих сцени були зняті в центрі Торонто. Основний знімальний процес завершився в серпні 2015 року. Додаткове кінознімання провели у 2016 році для надання веселішого та безтурботнішого тону стрічці, адже її попередника, фільм «Бетмен проти Супермена», піддали критиці саме через надмірну похмурість. Пізніше підтвердилась інформація, що сцену зі Флешем зняв режисер Зак Снайдер, який працює над створенням кінокоміксу «Ліга справедливості».

## Саундтрек
Саундтрек до «Загону самогубців» написав лауреат премії Оскар, композитор Стівен Прайс, який раніше працював з Еєром над фільмом «Лють». Реліз музики до фільму Suicide Squad: Original Motion Picture Score відбувся 8 серпня 2016 року. Альбом Suicide Squad: The Album із композиціями, що увійшли до саундтреку фільму, вийшов 5 серпня 2016 року. Перший сингл альбому, пісня «Heathens» гурту Twenty One Pilots, вийшов 20 червня 2016 року. Реліз відеокліпу на пісню відбувся 21 червня. Пісня «Sucker for Pain» вийшов другим синглом 24 червня. Третій сингл альбому, «Purple Lamborghini» Skrillex і Ріка Росса, вийшов 22 липня.
| #   | Назва                                    | Тривалість |
| --- | ---------------------------------------- | ---------- |
| 1.  | «Task Force X»                           | 4:53       |
| 2.  | «Arkham Asylum»                          | 3:23       |
| 3.  | «I'm Going to Figure This Out»           | 1:41       |
| 4.  | «You Make My Teeth Hurt»                 | 2:30       |
| 5.  | «I Want to Assemble a Task Force»        | 2:52       |
| 6.  | «Brother Our Time Has Come»              | 4:42       |
| 7.  | «A Serial Killer Who Takes Credit Cards» | 2:09       |
| 8.  | «A Killer App»                           | 2:53       |
| 9.  | «That's How I Cut and Run»               | 3:09       |
| 10. | «We Got a Job to Do»                     | 1:41       |
| 11. | «You Die We Die»                         | 4:01       |
| 12. | «Harley and Joker»                       | 2:49       |
| 13. | «This Bird Is Baked»                     | 4:42       |
| 14. | «Hey Craziness»                          | 4:01       |
| 15. | «You Need a Miracle»                     | 2:36       |
| 16. | «Diablo's Story»                         | 1:42       |
| 17. | «The Squad»                              | 3:58       |
| 18. | «Are We Friends or Are We Foes?»         | 4:16       |
| 19. | «She's Behind You»                       | 3:02       |
| 20. | «One Bullet Is All I Need»               | 3:32       |
| 21. | «I Thought I'd Killed You»               | 3:49       |
| 22. | «The Worst of the Worst»                 | 4:11       |

| Бонусні композиції цифрового видання | Бонусні композиції цифрового видання | Бонусні композиції цифрового видання |
| #                                    | Назва                                | Тривалість                           |
| ------------------------------------ | ------------------------------------ | ------------------------------------ |
| 23.                                  | «June Moone»                         | 2:37                                 |
| 24.                                  | «Did That Tickle?»                   | 3:41                                 |
| 25.                                  | «You Know the Rules Hotness»         | 1:58                                 |
| 26.                                  | «Enchantress in the War Room»        | 2:35                                 |
| 27.                                  | «Introducing Diablo and Croc»        | 2:09                                 |
| 28.                                  | «Task Force X Activated»             | 2:11                                 |
| 29.                                  | «Can Everyone See This Trippy Stuff» | 4:25                                 |
| 30.                                  | «I Promised My Friends»              | 1:29                                 |

| Suicide Squad: The Album | Suicide Squad: The Album | Suicide Squad: The Album                                                        | Suicide Squad: The Album |
| #                        | Назва                    | Виконавці                                                                       | Тривалість               |
| ------------------------ | ------------------------ | ------------------------------------------------------------------------------- | ------------------------ |
| 1.                       | «Purple Lamborghini»     | Skrillex і Рік Росс                                                             | 3:35                     |
| 2.                       | «Sucker for Pain»        | Lil Wayne, Wiz Khalifa й Imagine Dragons з Logic, Ty Dolla Sign і X Ambassadors | 4:03                     |
| 3.                       | «Heathens»               | Twenty One Pilots                                                               | 3:15                     |
| 4.                       | «Standing in the Rain»   | Action Bronson, Mark Ronson і Dan Auerbach                                      | 3:22                     |
| 5.                       | «Gangsta»                | Kehlani                                                                         | 2:57                     |
| 6.                       | «Know Better»            | Kevin Gates                                                                     | 3:27                     |
| 7.                       | «You Don't Own Me»       | Grace, G-Eazy                                                                   | 3:19                     |
| 8.                       | «Without Me»             | Емінем                                                                          | 4:50                     |
| 9.                       | «Wreak Havoc»            | Скайлар Грей                                                                    | 3:48                     |
| 10.                      | «Medieval Warfare»       | Grimes                                                                          | 3:00                     |
| 11.                      | «Bohemian Rhapsody»      | Panic! at the Disco                                                             | 6:03                     |
| 12.                      | «Slippin' Into Darkness» | War                                                                             | 3:48                     |
| 13.                      | «Fortunate Son»          | Creedence Clearwater Revival                                                    | 2:21                     |
| 14.                      | «I Started a Joke»       | ConfidentialMX featuring Becky Hanson                                           | 3:10                     |

Додаткові треки у виданні Suicide Squad: The Album (Collector's Edition)
- «Super Freak» — Rick James (3:27)
- «Spirit In the Sky» — Norman Greenbaum (4:03)
- «I'd Rather Go Blind» — Етта Джеймс (2:35)

Композиції, що з'являлись у фільмі, але не були включені до альбому
- The Animals — «The House of the Rising Sun»
- Lesley Gore — «You Don't Own Me»
- The Rolling Stones — «Sympathy for the Devil»
- AC/DC — «Dirty Deeds Done Dirt Cheap»
- Каньє Вест — «Black Skinhead»
- Rae Sremmurd та Bobo Swae — «Over Here»
- Black Sabbath — «Paranoid»
- The White Stripes — «Seven Nation Army»
- K7 — «Come Baby Come»
- Симфонічний оркестр Польського національного радіо — «Symphony No. 3» (Генрик Миколай Гурецький)
- Queen — «Bohemian Rhapsody»
- The Sweet — «The Ballroom Blitz» (тільки трейлер)

## Критика
«Загін самогубців» отримав переважно негативні відгуки кінокритиків. На Rotten Tomatoes кінокомікс має рейтинг 26 %, оснований на 284 відгуках із середньою оцінкою 4,7/10. У висновку на сайті зазначено: «Загін самогубців може похвалитися талановитим акторським складом і трохи більшою кількістю гумору ніж це було в попередніх спробах DCEU, але цього не достатньо для порятунку невтішного кінцевого результату від заплутаного сюжету, слабо прописаних героїв і мінливої режисури». На Metacritic фільм має рейтинг 40/100, що базується на 53 відгуках. Опитування аудиторії, проведені компанією CinemaScore, що займається дослідженнями ринку, дали середню оцінку «B+».
Пітер Дебруге, Variety
Тодд Мак-Карті, The Hollywood Reporter
Пітер Бредшоу, The Guardian
Джаред Лето також висловив своє незадоволення кількістю вирізаних сцен за участю його персонажа.
|                    | А залишилось щось, що не було вирізане? Я Вас питаю, там щось залишилось непошматованим? Стільки сцен було вирізано зі стрічки, що я навіть не знаю з чого почати. Я вважаю, що Джокер… Ми стільки експериментували на зйомках, ми багато досліджували. Є безліч з того, що ми зняли і, що не потрапило у фільм. Якщо я коли-небудь помру, ймовірно, що всі ці сцени випливуть на поверхню. Це і є єдиним хорошим у новині про смерть актора, що зазвичай з'являються такі забуті матеріали.Оригінальний текст (англ.) Were there any that didn’t get cut? I’m asking you, were there any that didn’t get cut? There were so many scenes that got cut from the movie, I couldn’t even start. I think that the Joker… we did a lot of experimentation on the set, we explored a lot. There’s so much that we shot that’s not in the film. If I die anytime soon, it’s probably likely that it’ll surface somewhere. That’s the good news about the death of an actor is all that stuff seems to come out. |
| — Джаред Лето, IGN | |

## Касові збори

### Україна
За перший вік-енд в українському прокаті (4—7 серпня) «Загін самогубців» встановив два касові рекорди: найбільші збори у день старту фільму в Україні — 6,9 млн гривень і найкасовіший вік-енд в історії українського кінопрокату — 26,7 млн гривень (1 079 627 $), побивши попередній рекорд, встановлений фільмом «Зоряні війни: Пробудження сили» (26,48 млн ₴).
Загальні збори фільму за період з 4 серпня по 14 вересня в Україні склали 2 886 259 $ (74 855 129 ₴).

### Північна Америка

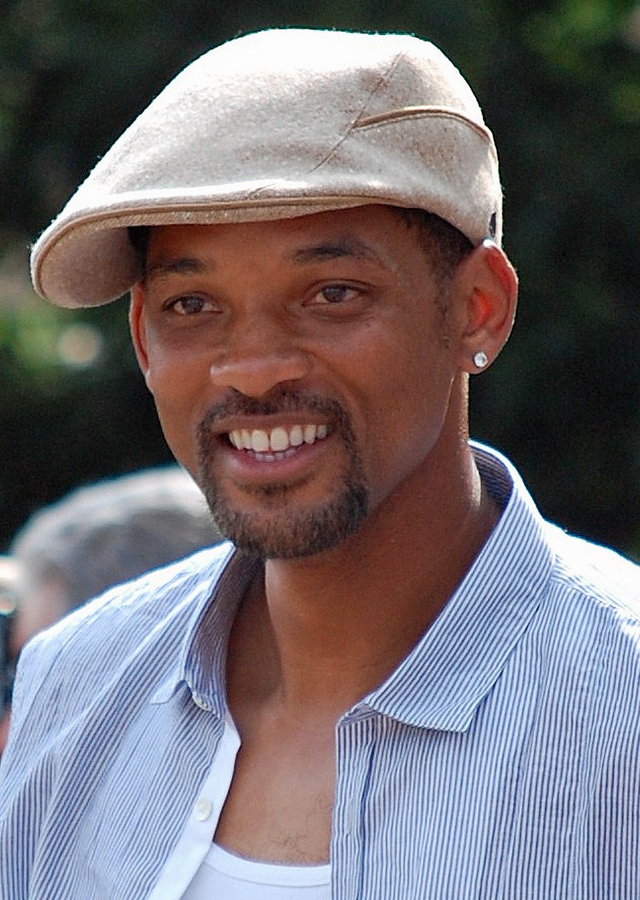
«Загін самогубців» став найкасовішим фільмом у кар'єрі Вілла Сміта, перевершивши попередній рекорд, встановлений «Днем незалежності» (1996)

Прогнози зборів на перший вік-енд у Сполучених Штатах і Канаді постійно зростали обіцяючи від 100 млн $ до 150 млн $. Згідно з даними сайту Fandango «Загін самогубців» мав найбільші попередні продажі квитків серед фільмів серпня. Стрічка стартувала в п'ятницю, 5 серпня 2016 року, на приблизно 11 000 екранах і заробила 65,1 млн $, що стало найкращим показником серпня та одного дня, і третім найкращим стартовим днем 2016 року. 5,8 млн $ з цієї суми фільм заробив в IMAX-кінотеатрах, що також є новим рекордом серпня. Все це включно з 20,5 млн $, зароблених на попередніх показах у четвер, встановивши рекорд найкасовішого прев'ю серпня і ставши другим за величиною для фільму, який не є сиквелом (після «Людини зі сталі»). Збори в IMAX склали 12 % (2,4 млн $) цієї суми. З п'ятниці на суботу збори зазнали падіння на 41 %. Загалом кінокомікс заробив 133,7 млн $ у перший вік-енд, побивши попередній рекорд серпня, встановлений «Вартовими галактики». Також це другий найбільший дебют для стрічки, яка не є сиквелом, після «Голодних ігор», четвертий найкращий річний і п'ятий за величиною для Warner Bros.
Хороший старт «Загону самогубців» дозволив Warner Bros. досягти 1 млрд $ домашніх зборів шістнадцятий рік поспіль.
Заробивши 13,1 млн $, фільм встановив рекорд серпня за зборами у понеділок із падінням на 56,5 % у порівнянні з недільними зборами. Попередній рекорд (11,7 млн $) належав «Вартовим галактики». Наразі стрічка за кількістю зароблених коштів має найкращі п'ятницю, суботу, неділю, понеділок і вівторок серпня за всю історію. Фільм досяг відмітки 179,1 млн $ зборів за перший тиждень релізу, четвертий результат 2016 року. Він також перевищив позначку в 200 мільйонів доларів всього за десять днів, і зміг утримати перше місце вдруге поспіль, попри конкуренцію від анімаційної комедії «Повний розковбас». «Загін самогубців» зазнав одного з найбільших падінь зборів за другий вік-енд (69 %) в історії серед фільмів, що вийшли влітку. Після трьох тижнів лідерства у домашньому прокаті його випередив фільм жахів «Не дихай». У 32 день прокату кінокомікс подолав бар'єр у 300 млн $.
Загальні домашні касові збори фільму склали 321 181 569 $.